# Amédée Louis Michel Lepeletier
Pour les articles homonymes, voir Saint-Fargeau et Famille Le Peletier.
Amédée Louis Michel Lepeletier, comte de Saint-Fargeau, né le 9 octobre 1770 à Paris et mort le 23 août 1845 à Saint-Germain-en-Laye, est un entomologiste français.

## Biographie
Il est le fils du baron de Péreuse, premier président du Parlement de Paris. Son frère aîné, Louis-Michel Lepeletier fait partie des États généraux, passe des rangs de la noblesse à ceux du Tiers-État et, après avoir voté la mort du roi, meurt assassiné. Son autre frère, Félix, s'engage en politique, à la suite de cet événement. Mais Amédée ne suit pas cet exemple et préfère se consacrer entièrement à l’entomologie.
Il est l’auteur de l’Histoire naturelle des insectes hyménoptères qui paraît dans les Suites à Buffon dont le quatrième et dernier tome sera achevé par Gaspard Auguste Brullé. Il s’agit de la première étude générale de cet ordre et compte 2 500 pages. Avec Jean Guillaume Audinet-Serville, il signe les articles consacrés aux insectes dans l’Encyclopédie méthodique.
Membre fondateur de la Société entomologique de France, la plus ancienne de son genre au monde, il en est archiviste en 1832 et le président l’année suivante, succédant à Audinet-Serville. Il est membre également de diverses sociétés savantes, dont l’Académie de Dijon, la Société d'histoire naturelle de Paris, la Société d’histoire naturelle de Moscou, la Société d'histoire naturelle de Versailles.

## Œuvres
- Histoire naturelle des insectes. Hyménoptères, Paris, Roret, 1836-46 ; textes en ligne : atlas vol. 1, vol. 2, vol. 3, vol. 4.